# Clicker Heroes
Clicker Heroes é um jogo incremental desenvolvido pelo estúdio independente americano Playsaurus. Foi originalmente lançado para navegadores em 2014, para dispositivos móveis em 2015 e para os consoles Xbox One e PlayStation 4 em 2017. O jogo é uma derivação do jogo anterior da Playsaurus, Cloudstone, do qual ele usa muitos elementos gráficos.
Clicker Heroes é gratuito para jogar e os jogadores podem usar microtransações para comprar uma moeda no jogo chamada "rubi". Esta moeda não é necessária para progredir no jogo; foi adicionado algum tempo na vida do jogo e várias mecânicas de jogo se concentram na obtenção da moeda premium no jogo.
Clicker Heroes teve uma recepção positiva dos críticos; Nathan Grayson, da Kotaku, chamou de "[um] passatempo perfeito".

## Jogabilidade
No Clicker Heroes, o jogador clica no inimigo para causar dano e, eventualmente, matá-lo. Uma vez morto, o inimigo derruba ouro que pode ser usado para atualizar e comprar personagens. Personagens comprados danificam automaticamente o inimigo, aumentando o dano por segundo total do jogador. O jogo avança sem que o jogador precise fazer nada. O jogador deve matar dez inimigos em um nível para avançar para o próximo nível. Começando no nível cinco, todo quinto nível é um nível de chefe, que requer apenas a morte de um inimigo para avançar. Os níveis de chefe têm um cronômetro; o jogador deve matar o chefe dentro do prazo estipulado. Entre os níveis 100 e 1.000, o chefe de cada centésima zona é um chefe "primordial" que derruba Almas de Herói quando morto. Após o nível 100, todo chefe tem 25% de chance de ser primal.
O objetivo de Clicker Heroes é obter Almas de Herói, que podem ser usadas para comprar Anciãos que dão benefícios ao jogador, cuja natureza depende de qual Ancião é comprado. Depois que os chefes primordiais são mortos, o jogador deve realizar uma Ascensão antes de receber as Almas de Herói.

## Desenvolvimento e lançamento
Clicker Heroes foi lançado no site de jogos Kongregate em agosto de 2014 e na Armor Games em setembro de 2014. Foi lançado na plataforma Steam em maio de 2015 para Microsoft Windows e OS X. Em 20 de agosto de 2015, Clicker Heroes foi lançado para iOS e Android. A versão 1.0 foi lançada em junho de 2016. Em maio de 2019, a versão iOS gerava uma renda de duzentos a trezentos dólares por dia, até que uma disputa internacional sobre marcas registradas levou a Apple a remover o jogo da loja de aplicativos.

## Recepção
Clicker Heroes recebeu uma recepção muito positiva dos críticos. Nathan Grayson, do Kotaku, disse que o jogo '[é um] passatempo perfeito'. O escritor da Eurogamer, Christian Donlan, disse que o jogo era seu "passatempo secreto" e que era muito viciante. O escritor da Forbes, Paul Tassi, disse que se o jogo ganhasse força no mercado móvel, poderia se tornar o principal jogo móvel de 2015. Sammy Barker, da Push Square, deu ao jogo uma pontuação de 5/10, afirmando: "Muitas paredes de tijolos [sic] impedem que Clicker Heroes alcance os patamares de AdVenture Capitalist, mas esse ainda é um título incremental assustadoramente viciante".
A popularidade de Clicker Heroes na Steam deu início ao lançamento de outros jogos incrementais nessa plataforma. Clicker Heroes inspirou a criação de outros jogos como The Longing.

## Sequência
A Playsaurus criou uma sequência chamada Clicker Heroes 2, que tornou-se disponível no Steam Early Access a partir de 2018. Ao contrário dos Clicker Heroes originais, o Clicker Heroes 2 não é gratuito para jogar. A Gravity contratou a Playsaurus para desenvolver uma versão temática do Clicker Heroes baseada no Ragnarok Online, intitulada Ragnarok Clicker, lançada em 3 de agosto de 2016.